# Lagunón
Lagunón ist eine Stadt im Norden Uruguays.

## Geographie
Sie befindet sich im nördlichen Teil des Departamento Rivera in dessen Sektor 9. Sie liegt nordwestlich der Departamento-Hauptstadt Rivera und nördlich von Santa Teresa.

## Einwohner
Lagunón hatte bei der Volkszählung im Jahr 2011 2.376 Einwohner, davon 1.138 männliche und 1.238 weibliche.
| Jahr | Einwohner |
| ---- | --------- |
| 1963 | -         |
| 1975 | -         |
| 1985 | 559       |
| 1996 | 654       |
| 2004 | 2.154     |
| 2011 | 2.376     |

Quelle: Instituto Nacional de Estadística de Uruguay